# Трамвайні маршрути Донецька

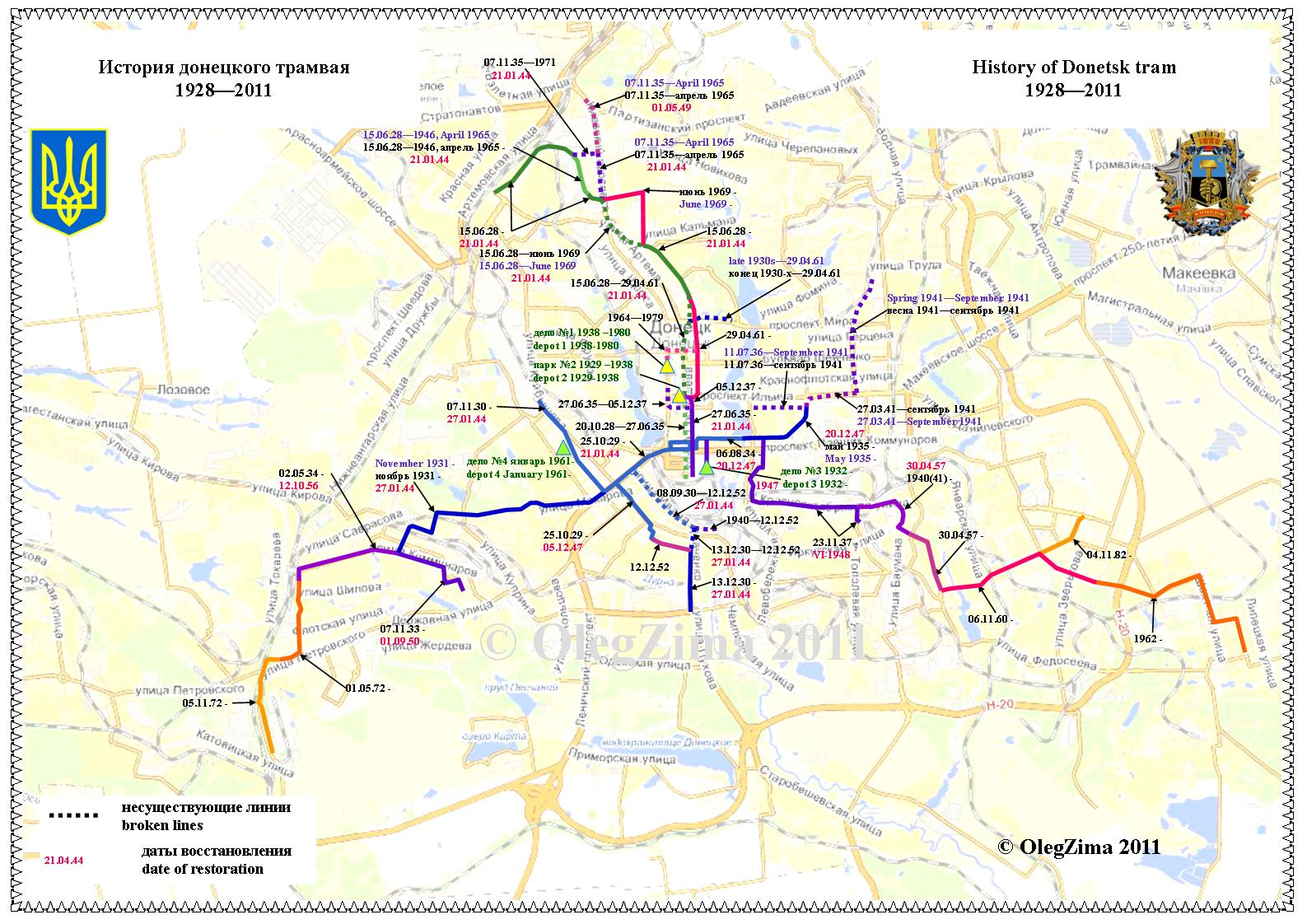
Історія маршрутів донецького трамвая

У цій статті йдеться про історичні і сучасні маршрути донецького трамвая — системи електричного трамвая Донецька.

## Історичні маршрути

### 1970рік
- 1. ДМЗ — Залізничний вокзал;
- 2. Вул. Червоноармійська — Заводський ринок;
- 3. Вул. Червоноармійська — Завод імені 15-річчя ЛКРМУ;
- 4. Вул. Червоноармійська — Просп. Панфілова;
- 5. Вул. Червоноармійська — Лікарня № 27;
- 6. ДМЗ — Вул. Економічна;
- 7. Лікарня № 27 — Станція Рутченкове;
- 8. Вул. Червоноармійська — Станція Рутченкове;
- 9. Вул. Горького — ПКТІ;
- 10. ДМЗ — Путиловка;
- 11. Вул. Горького — Будьонівська площа;
- 12. Вул. Горького — Станція Мушкетове;
- 14. Вул. Горького — Вул. Велика Магістральна;
- 15. Будьонівська площа — Шахта № 12-18.

### 1976рік
- 1. ДМЗ — Залізничний вокзал;
- 3. Вул. Червоноармійська — Завод імені Ленінського Комсомолу;
- 4. Вул. Червоноармійська — Просп. Панфілова;
- 5. Вул. Червоноармійська — Лікарня № 27;
- 6. ДМЗ — Дитячий санаторій;
- 8. Вул. Червоноармійська — Станція Рутченкове;
- 9. Вул. Горького — ПКТІ;
- 11. Вул. Горького — Будьонівська площа;
- 14. Вул. Горького — Вул. Велика Магістральна;
- 15. Будьонівська площа — Шахта імені Газети «Правда»;
- 16. Лікарня № 27 — Просп. Кобзаря.

### 1992рік
- 1. ДМЗ — Залізничний вокзал;
- 3. Вул. Червоноармійська — Завод імені Ленінського Комсомолу;
- 4. Вул. Червоноармійська — Просп. Панфілова;
- 5. Вул. Червоноармійська — Вул. Кірова;
- 6. ДМЗ — Вул. Економічна;
- 8. Вул. Червоноармійська — Вул. Петровського;
- 9. Вул. Горького — ПКТІ;
- 10. Вул. Горького — Мікрорайон «Східний»;
- 11. Вул. Горького — Будьонівська площа;
- 14. Вул. Горького — Вул. Велика Магістральна;
- 15. Будьонівська площа — Шахта імені Газети «Правда»;
- 16. Вул. Кірова — Просп. Кобзаря;
- 17. Вул. Петровського — Просп. Панфілова.

### 1997рік
- 1. ДМЗ — Залізничний вокзал;
- 3. Вул. Червоноармійська — Завод імені Ленінського Комсомолу;
- 4. Вул. Червоноармійська — Просп. Панфілова;
- 5. Вул. Червоноармійська — Вул. Кірова;
- 6. ДМЗ — Вул. Економічна;
- 8. Вул. Червоноармійська — Вул. Петровського;
- 9. Вул. Горького — ПКТІ;
- 10. Вул. Горького — Мікрорайон «Східний»;
- 11. Вул. Горького — Будьонівська площа;
- 14. Вул. Горького — Вул. Велика Магістральна;
- 15. Будьонівська площа — Шахта імені Газети «Правда»;
- 16. Вул. Кірова — Просп. Кобзаря.